# Ф'юзинг
Ф'ю́зинг (англ. fusing от fuse — «спікання, плавлення») — один із різновидів вітражного мистецтва. Виготовляється методом спікання скла у печі при температурі близько 800°С.. При цьому, скло різних кольорів вплавлюється одне в одне, як результат — утворюється суцільний виріб. На відміну від класичного вітражу (типу Тіффані) — не потребує використання металевих з'єднань, також перевагою є те, що можна отримати об'ємний виріб.
За допомогою даної технології виготовляють елементи декору в інтер'єрі, та навіть картини. Перевагою таких виробів є те, що колір скла підсилюється та оживає завдяки світлу, яке на нього потрапляє.

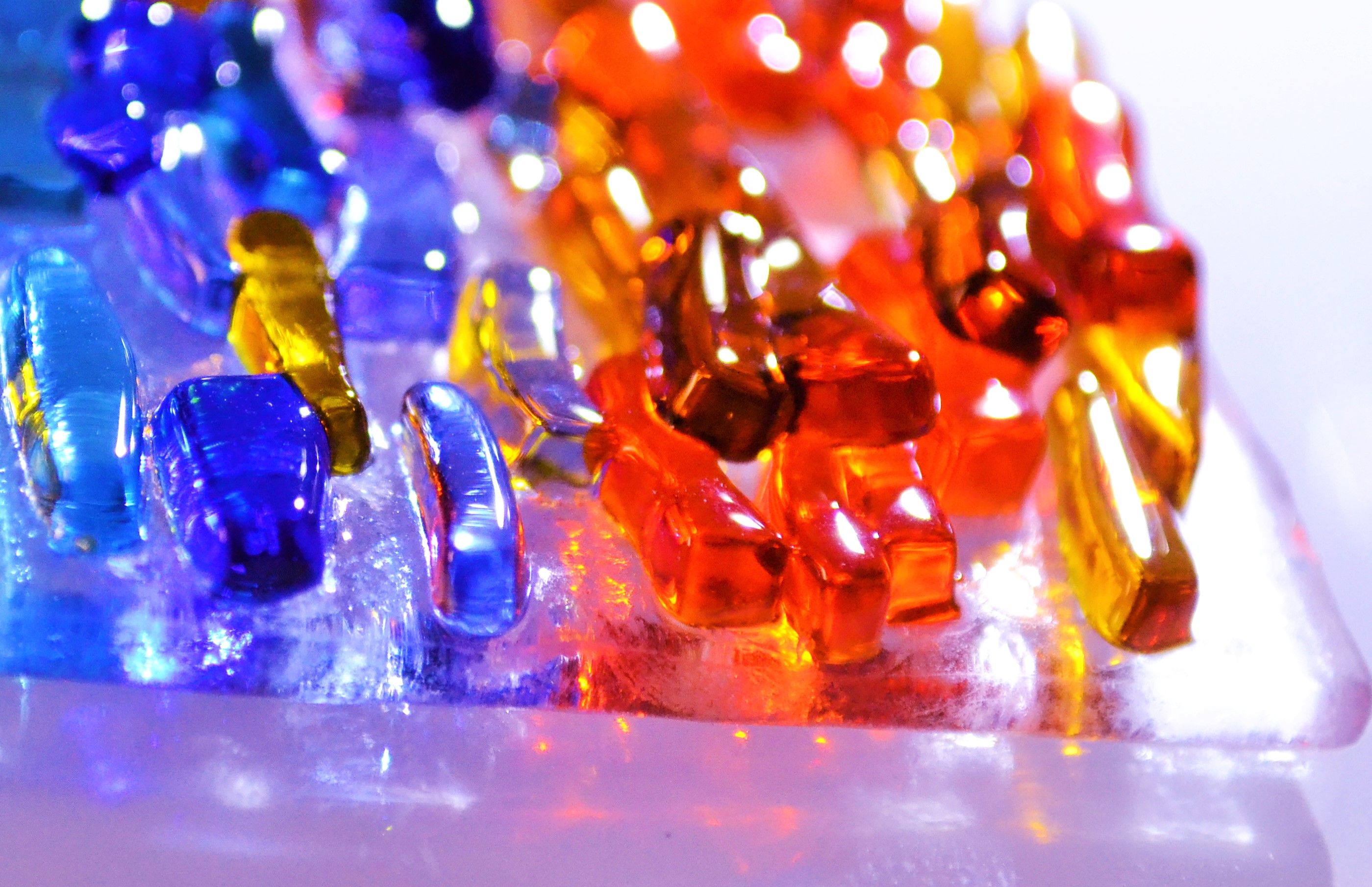
Скло під час спікання стає однорідним та рельєфним.

Важливим принципом у роботі в даній техніці, це враховувати коефіцієнт теплового розширення (КТШ). Тому, зазвичай майстри працюють зі склом, яке має гарантію збереження КТШ від виробника. Одним із найбільш поширених виробників скла для фюзінгу, є компанія Spectrum Glass, яка використовує систему «system 96». Якщо ігнорувати цю вимогу під час роботи, то в процесі спікання, між склом з різним показником КТШ утвориться внутрішнє напруження, що у переважній більшості випадків призведе до порушення цілісності виробу (від утворення сколів до повного руйнування).
Як було сказано вище, техніка ф'юзингу передбачає можливість виготовлення об'ємних виробів. Скажімо, у виробництві картин майстер, контролюючи температуру нагрівання і час витримки, може не допустити повного втоплення верхніх шарів скла у нижні. Завдяки цьому, верхні шари залишаються поверх нижніх і так створюється рельєфна робота.
Також технікою ф'юзингу, можна створювати такі об'ємні вироби як: вази, люстри тощо. Для цього використовюються метод пічного відливання, та молірування.
Пічне відливання передбачає використання форми, в середину котрої поміщають склобій. В процесі спікання, склобій стає однорідною масою і заповнює внутрішній простір форми. В кінцевому результаті отримують масивний, об'ємний виріб.

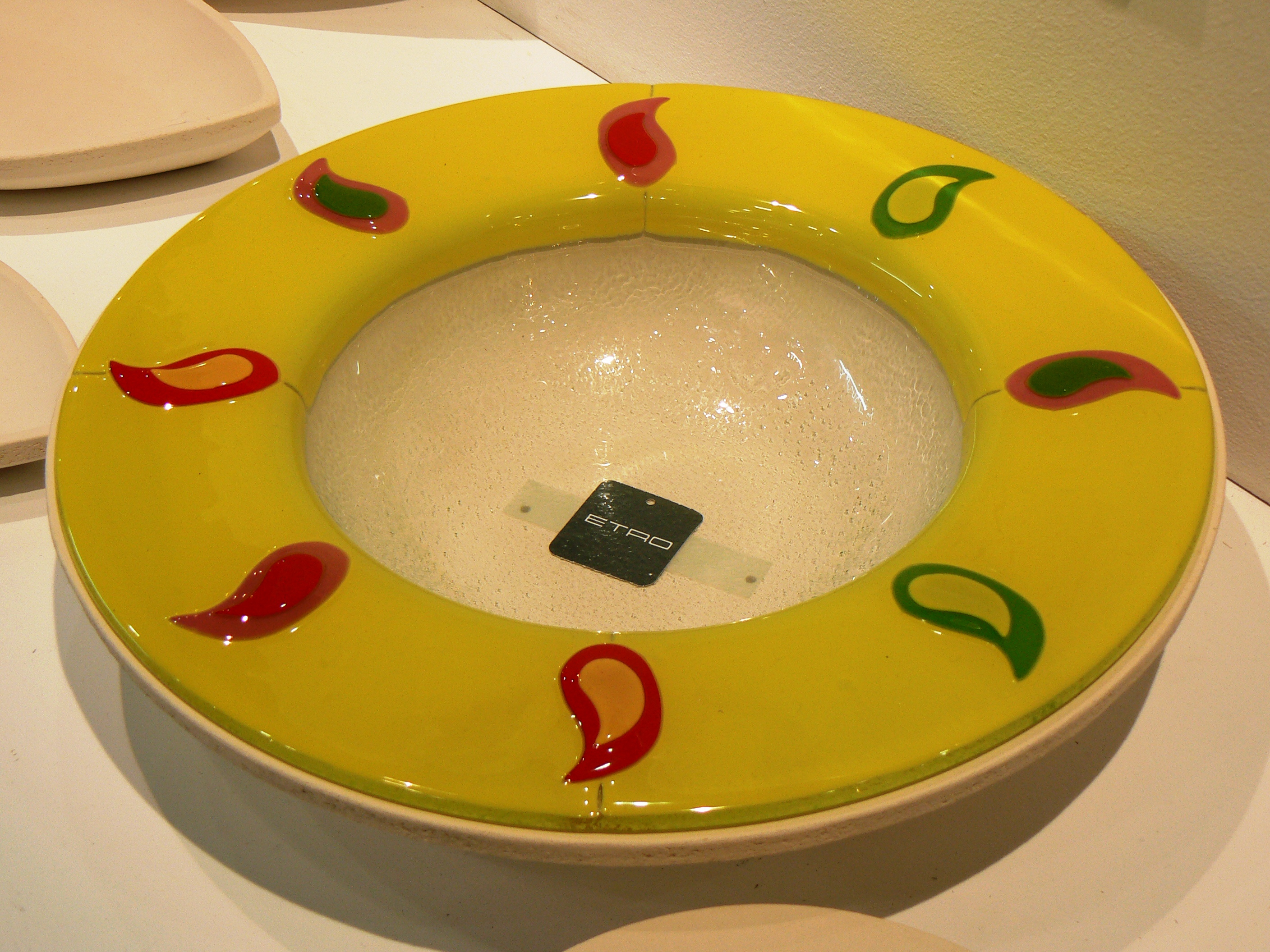
Скляна тарілка, виконана методом молірування.

Молірування — вигинання скла поверх форми, що дозволяє створювати такі вироби як вази, люстри-бра, тарілки і т. ін.